# Célestin V
Pour les articles homonymes, voir Saint Célestin, Saint-Célestin et Célestin.
Célestin V (né Pietro Angeleri et également connu sous le nom de Pietro de Morrone), né vers 1215 dans le Molise en Italie et mort le 19 mai 1296 à Fumone, est un moine-ermite italien appartenant à l'ordre des bénédictins. Il en a fondé une nouvelle branche, qui prend par la suite le nom de Célestins. Élu évêque de Rome le 5 juillet 1294 vers l'âge de 79 ans, il devient ainsi le 192e pape de l'Église catholique sous le nom de Célestin V. Il renonce à sa charge le 13 décembre de la même année. Canonisé le 5 mai 1313, il est liturgiquement commémoré le 19 mai.

## Biographie

### Moine bénédictin
Né d'Angelerius et Maria, paysans, Pietro est l'avant-dernier d'une famille de douze enfants. Il est sans doute élevé à Sant'Angelo Limosano dans l'actuel Molise, dans le sud de l'Italie — la région appartient alors au royaume de Sicile. Vers l'âge de quinze ans, Pietro prend l'habit bénédictin au couvent voisin de l'abbaye Santa Maria di Faifoli. Il se fait ermite vers 1231, pour suivre la règle primitive de saint Benoît de Nursie, et vit dans une grotte du massif de la Majella. Il est ordonné prêtre à Rome quelques années plus tard, puis s'installe dans les années 1235–1240 sur le mont Morrone, dans les Apennins. Des disciples attirés par son style de vie se rassemblent autour de lui. Il les organise en une nouvelle branche (érémitique) de la tradition bénédictine. Leur église d'abord consacrée à la Vierge Marie l'est ensuite au Saint Esprit. Ils seront connus comme les « Célestins ».
Bien que la congrégation suive la règle de saint Benoît, elle est profondément influencée par la tradition franciscaine, et en particulier le mouvement des Spirituels, disciples de Joachim de Flore, comme le montrent les nombreuses dédicaces de monastères au Saint-Esprit. La réputation de sainteté de Pietro attire de nombreux pèlerins qui le contraignent à fuir l'endroit pour gagner un lieu plus isolé dans la Majella. En 1264, l'évêque de Chieti incorpore la congrégation de Pietro dans l'ordre des bénédictins. En 1273, il se rend à pied à Lyon pour la faire confirmer par le pape Grégoire X, alors occupé aux travaux préparatoires du deuxième concile de Lyon.
Pietro devient abbé de l'abbaye Santa Maria di Faifoli et, à plusieurs reprises, de l'abbaye du Saint-Esprit de Sulmona : l'abbé général est élu pour trois ans et non à vie, comme c'est le cas chez les cisterciens. Il sera également abbé de San Giovanni in Plano. Il noue des relations avec Charles Ier de Sicile et voyage en Toscane et à Rome. En 1293, il revient dans la région de sa naissance et se retire dans l'ermitage Sant'Onofrio al Morrone, qui surplombe l'abbaye du Saint-Esprit de Sulmona.

### Élection pontificale

Basilique Sainte-Marie de Collemaggio (L'Aquila).

À cette époque, le siège pontifical est vacant depuis le 4 avril 1292, date de la mort du pape Nicolas IV : divisé entre factions (deux grandes familles), le Sacré Collège, réduit à une douzaine de membres, ne parvient pas à s'entendre sur le choix d'un successeur. Sur le chemin entre la Sicile et la Provence, le roi de Naples Charles II d'Anjou fait halte à Rome et pousse les cardinaux à s'entendre entre eux : en vain. Il s'arrête de nouveau à Sant'Onofrio pour saluer l'ermite qu'avait déjà connu son père et lui demande de rédiger une lettre pour admonester les cardinaux.
Le cardinal Latino Malabranca Orsini connaît déjà le nom de Pietro, mais le courrier lui donne l'idée de le proposer comme nouveau pape. Le 5 juillet 1294, Pietro de Morrone est élu pape à l'unanimité. L'octogénaire apprend la nouvelle par une délégation venue à Sant'Onofrio lui demander son consentement. Surpris mais acceptant cela comme un appel de l'Esprit-Saint il accepte la charge. Il est couronné le 29 août à la basilique Sainte-Marie de Collemaggio à L'Aquila, qui appartient au royaume de Charles II.
S'il a une expérience d'administrateur à la tête de plusieurs abbayes, le nouveau pape n'a reçu qu'une formation théologique sommaire et ne connaît ni le droit canonique, ni le fonctionnement de la Curie romaine. Son latin est très médiocre, ce qui explique qu'il n'ait laissé aucun document écrit. Il est rapidement dépassé par sa charge. Dès son élection, il tombe sous la coupe de Charles II, qui l'empêche de gagner Rome et le contraint à s'installer au Castel Nuovo de Naples, c'est-à-dire dans la capitale de son royaume.
En ce qui concerne l'administration de l'Église, il rétablit la constitution Ubi periculum du pape Grégoire X qui prescrit l'enfermement du conclave. Il accorde de nombreux privilèges à ses Célestins (perçus comme « réformateurs ») et attire à lui les chefs spirituels franciscains Ange Clareno et Pietro Liberato, qui sont appelés « pauvres ermites et frères du pape Célestin ». Il installe un membre de sa congrégation à l'abbaye Saint-Vincent du Volturne puis à l'abbaye du Mont-Cassin, malgré l'opposition des moines.
Le 18 septembre 1294, il crée treize nouveaux cardinaux, soit plus que les trois précédents papes réunis. Six de ces nouveaux cardinaux sont moines, mais aucun n'est franciscain ni dominicain, ce qui remet en cause la représentation traditionnelle. Au niveau international, il confirme le traité de La Junquera qui met fin à la guerre sicilienne et envoie des ambassadeurs au roi de France Philippe IV le Bel et au roi d'Angleterre Édouard Ier qui se livrent bataille.

### Renonciation
Devant la montée des critiques sur son administration, Célestin V consulte des canonistes qui lui confirment qu'une démission pontificale est tout à fait licite. Le 9 ou le 10 décembre 1294, le pape octogénaire annonce à son entourage sa décision. Il invoque l'humilité, son insuffisance physique et intellectuelle face aux exigences de sa charge, et son souhait de se retirer dans son ermitage. Il promulgue une constitution apostolique sur la renonciation pontificale dont le texte a disparu, mais qui est connu par un acte dans le même sens pris par son successeur.
Le 13 décembre, Célestin V renonce au siège de Pierre devant le collège des cardinaux à Castel Nuovo. Le texte de son discours semble avoir été rédigé par le cardinal Benedetto Caetani, l'un des canonistes qu'il avait consultés. Le 24 décembre, le cardinal Caetani est élu pape, choisissant le nom de Boniface VIII. Bientôt il fait placer l'ancien pontife sous surveillance au motif qu'il pourrait être enlevé par ceux qui contestent la licéité de la renonciation. Célestin V s'enfuit à Sant'Onofrio, puis à San Giovanni in Piano, avant de tenter de partir pour la Grèce. Il est arrêté en chemin et transféré à Anagni, puis au château de Fumone dans le sud du Latium sur l'ordre de Boniface VIII. L'ancien pape y meurt de mort naturelle le 19 mai 1296, vers l'âge de 81 ans.

## Postérité

### Conséquences de la renonciation
Dès la renonciation de Célestin V, des rumeurs circulent, non dans l'Église mais surtout dans le milieu politique sur la licéité de cet acte et donc sur la légitimité du pape Boniface VIII. Elles sont essentiellement le fait de quelques Spirituels, du parti de la puissante famille des Colonna, à Rome, et des partisans du roi de France, Philippe IV le Bel. Dès 1295–1296, le dominicain Robert d'Uzès identifie Célestin V au « pape angélique » ou « pasteur angélique » que prévoient certaines visions eschatologiques. Célestin figure également dans les Vaticinia de Summis Pontificibus, un recueil de prophéties, puis dans la prophétie de saint Malachie.
Parallèlement, une controverse académique oppose plusieurs universitaires français sur la question juridique de la démission pontificale. Le premier écrit attesté sur le sujet est une lettre du franciscain Pierre de Jean Olivi écrite le 14 septembre 1295 en réponse au Spirituel Conrad d'Offida, et défendant la possibilité de la renonciation. L'année suivante, Pierre d'Auvergne et Godefroid de Fontaines parviennent à la même conclusion. Dans la consultation qu'ils lancent à l'Université de Paris, seuls quelques bacheliers concluent le contraire. En mai et juin 1297, les Colonna publient trois manifestes en douze points destinés à prouver que l'élection de Boniface VIII est illégitime. Le cardinal Nicolas l'Aide, chancelier de l'Université de Paris, répond en citant la constitution promulguée par Célestin V lui-même. Gilles de Rome écrit également un De renonciatione papae contre les arguments des Colonna. Les adversaires de Boniface VIII changent alors leur fusil d'épaule.

### Canonisation

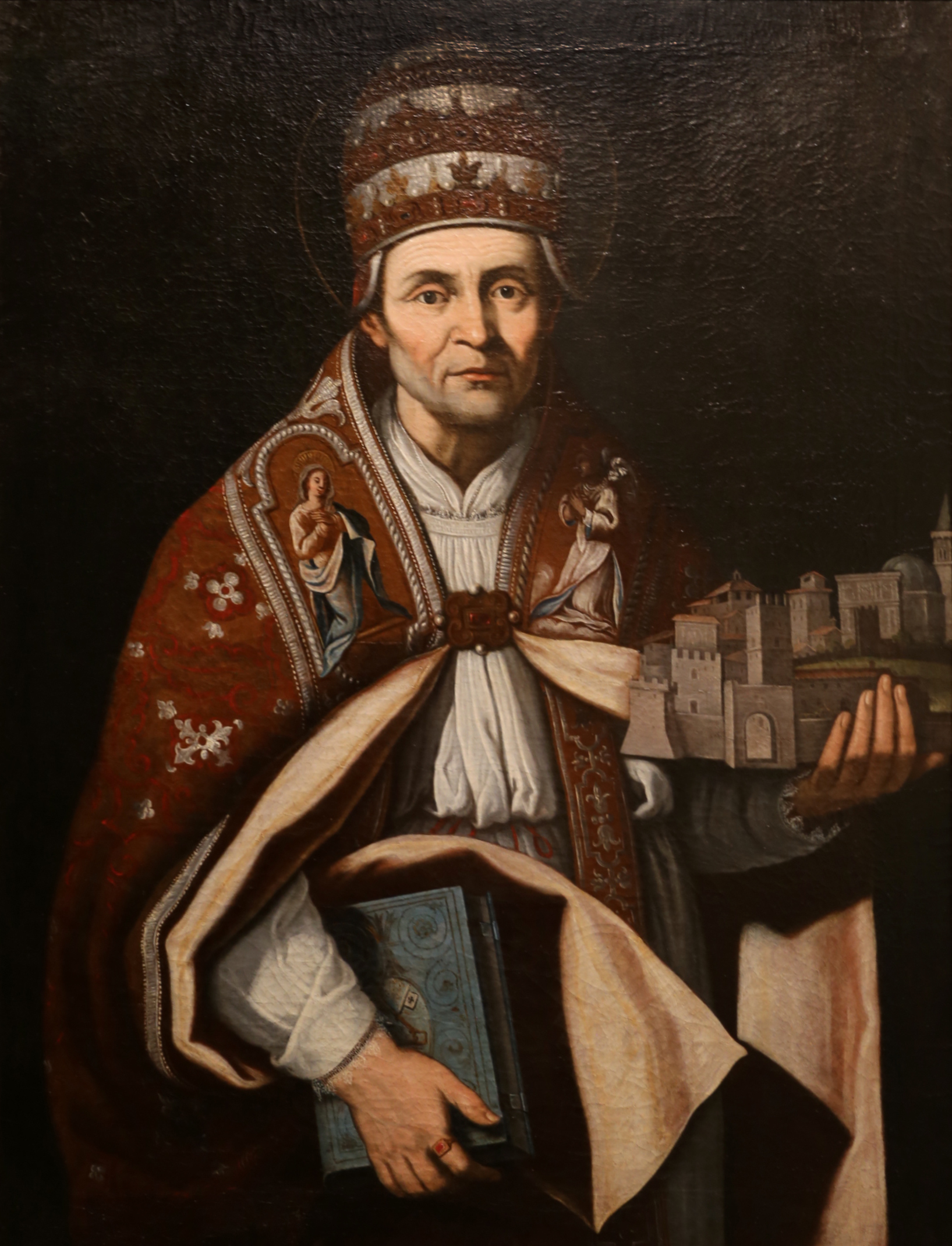
Saint Célestin V par Giulio Cesare Bedeschini, 1613 (museo nazionale d'Abruzzo, L'Aquila).

En 1305–1306, Philippe IV le Bel demande au pape Clément V l'ouverture d'une enquête sur la vie et les miracles de Célestin. Clément V, qui a refusé au roi l'ouverture d'un procès contre Boniface VIII, finit par accepter. L'enquête débute en 1306, mais n'aboutit qu'en 1313. Le 5 mai, Célestin V est déclaré saint, mais non reconnu comme martyr, comme le demandait Philippe le Bel. En 1517, la dépouille mortelle de Célestin V est transférée dans l'église abbatiale du monastère qu'il avait fait construire à L'Aquila et où il avait été intronisé pape en août 1294.

### Dévotion et reliques
Tous les ans, le « pardon célestinien » (la Perdonanza celestiana) y est célébré à la fin du mois d'août en souvenir du premier jubilé et pardon accordé à l'occasion de son intronisation. La fête est encore très populaire et la dévotion à Célestin V très vivace. Son culte ne s'est toutefois pas imposé partout : fixée au 19 mai dans le calendrier de l'Église catholique en 1669, elle en est retirée lors de la réforme de 1969.
Les papes récents, aussi bien Paul VI que Jean-Paul II, Benoît XVI et François ont visité la basilique Sainte-Marie de Collemaggio, se recueillant au pied du mausolée de saint Célestin V. Le 28 avril 2009, lors de sa visite à la basilique fortement endommagée par le récent tremblement de terre, le pape Benoît XVI dépose sur le mausolée le pallium qu'il portait le jour de son intronisation. Quatre ans plus tard, le 11 février 2013, Benoît XVI annonce, à la stupéfaction mondiale, qu'il renoncera au trône pontifical, le 28 février suivant, à 20 heures, devenant ainsi, après notamment Célestin V et Grégoire XII (ce dernier l'ayant uniquement fait par abnégation afin de mettre un terme au Grand schisme d'Occident), le dixième pape à abandonner volontairement le ministère papal.

### Postérité dans la littérature

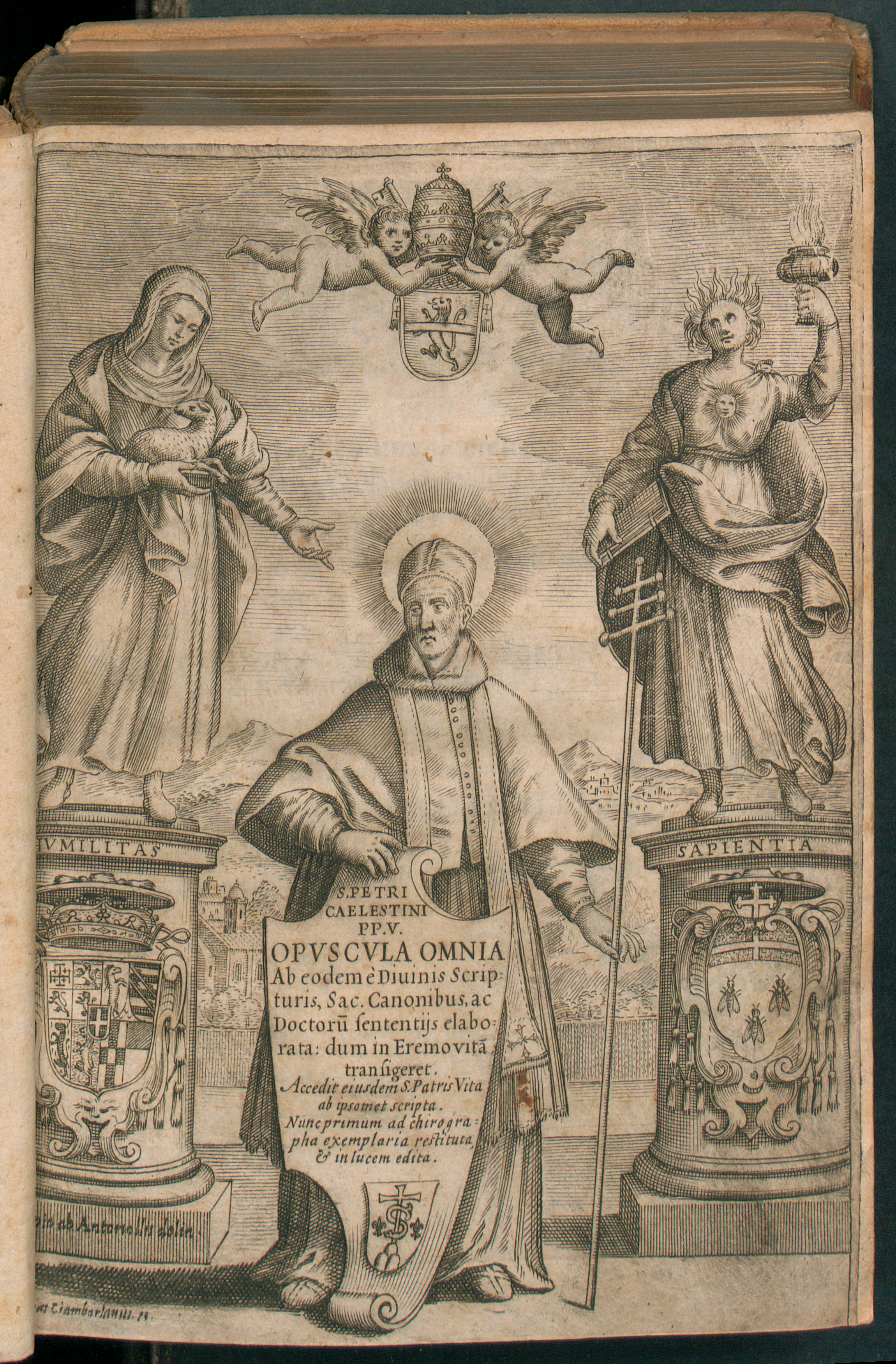
Opuscula omnia, 1640.

Au 60e vers du troisième chant de l'Enfer de sa Divine Comédie, Dante Alighieri place parmi les âmes damnées « l'ombre de celui qui, par lâcheté, a fait le grand refus (che fece per viltade il gran rifiuto) » : c'est le pape dont le peuple chrétien attendait beaucoup, et qui, par son « grand refus » du pouvoir, a compromis l'urgente réforme de l'Église que l'on attendait de lui et surtout a permis l'élection de Boniface VIII que hait le poète. Bien que son nom ne soit pas mentionné, beaucoup de commentateurs estiment que Dante vise Célestin V — peut-être même a-t-il lui-même enlevé le nom du pape après sa béatification. Dante est à son tour critiqué pour ce choix par Pétrarque, dont le De vita solitaria fait de Célestin V un modèle et de sa renonciation un acte courageux.
En 1957, Reinhold Schneider reprit le thème dans une pièce de théâtre, Der große Verzicht (Le grand refus). À travers la renonciation de Célestin V, saint homme incapable de réformer une institution corrompue, s'exprime aussi le pessimisme de l'auteur quant au possible salut de l'Europe après le drame de la guerre : même le témoignage des saints ne suffira peut-être pas.
En 1968, Ignazio Silone reprit à son tour le thème dans sa pièce de théâtre, l'Aventure d'un pauvre chrétien, mettant en scène l'opposition et la confrontation entre Célestin V qui, après son abdication, désire reprendre sa vie de « pauvre moine chrétien », et Boniface VIII, son successeur, qui craint son influence et le parti de ceux qui estiment illégale l'abdication du vieux pape.
En 1875, dans sa Physionomie des saints, Ernest Hello lui consacre le chapitre XV, qu'il ouvre en ces termes : "Sa vie naturelle, sa vie surnaturelle, sa vie sociale, tout en lui est extraordinaire. Il lui arrive plusieurs événements qui n'arrivent qu'à lui dans l'histoire. [...] Cependant, il a échappé à l'admiration, comme si la passion de fuir la gloire, qui fut la passion de sa vie, l'eût poursuivi, quant à la face humaine de la gloire, même après sa mort". 

### Saint Patron
Sous le nom de saint Pierre Célestin, Célestin V est patron des relieurs.